# Злочини усташа у Пркосу
Страдање становника села Пркос у некадашњем котару Вргинмост, на Кордуну, представља пример масовног страдања цивилног становништва у контексту усташких злочина над српским становништвом на територији Независне Државе Хрватске, од 1941. до 1945. године. Село Пркос је током Другог светског рата изгубило најмање 458 становника, од којих је 428 цивила убијених од стране усташа, док су 23 били пали борци, припадници Народноослободилачке војске Југославије. У склопу офанзиве које су усташе крајем 1941. спроводиле на Кордуну и коју је лично надгледао Анте Павелић у Пркосу и сусједним селима Дуго Село, Сјеничак, Кирин и Стипан страдало је 1.446 Срба.
Уз село Чемерницу, која је током Другог светског рата имала 486 жртава фашистичког терора, Пркос представља насеље са највише жртава фашистичког терора на подручју котара Вргинмост.

## Историјско-географски оквир
Село Пркос је смештено у непосредној близини десне обале реке Купе, на Кордуну, покрај Ласиње. Село је удаљено око 40 км од Загреба. До 1991. Пркос је припадао територијалној организацији општине Вргинмост. Данас село припада општини Ласиња у саставу Карловачке жупаније.
Кордун је све до последње деценије 17. века претежно био пуст и ненастањени гранични предео између Хабсбуршке Монархије и Османског царства. Пркос се насељава у последњој деценији 17. века српским становништвом са подручја Босанске крајине. Истовремено настају и друга српска насеља на Кордуну, као и хрватска насеља у овој области, с напоменом да српска насеља на Кордуну настају у шумовитијим и горовитијим пределима, а хрватска у Покупљу.
Све до краја Првог светског рата Пркос је чинио територијалну целину са Банским Ковачевцем, настањених хрватским становништвом. У време постојања Војне крајине на овом подручју, Пркос и Бански Ковачевац чинили су једну сеоску општину која је улазила у састав Прве банске регименте. Одрасло мушко становништво Пркоса, као и у другим кордунашким селима, обављало је граничарски посао.
Након укидања Војне крајине (1871) долазе до изражаја економски и егзистенцијални проблеми ионако сиромашног локалног становништва које је имало висок природни прираштај. Део становништва је решење ових проблема покушао да нађе у исељавању у Сједињене Америчке Државе (САД). До Првог светског рата из Пркоса се у САД иселило 85 становника, махом млађих и радно способних мушкараца, од којих је један део остао трајно да живи у овој земљи. У међуратном раздобљу наставило се исељавање становништва услед економских проблема и оскудице. У овом раздобљу из Пркоса се у Француску иселио 21 становник.
Најпознатији исељеник из Пркоса уочи Првог светског рата и у међуратном раздобљу, био је револуционар Павле Бастајић, учесник револуционарног студентског покрета на Загребачком универзитету и атентата на бана Цуваја 1912, добровољац у српској војсци у Балканским ратовима и Првом светском рату, сарадник обавештајне мреже Коминтерне и совјетске обавештајне службе од средине 1920-их. Када се 1940. појавио у Пркосу, Бастајић је био одсутан из родног села близу три деценије. Убијен је од стране усташа, највероватније у логору Јасеновац.

## Страдање становништва
Становници села Пркос су од лета 1941. учествовали у помагању Народноослободилачког покрета и устанка на Кордуну. У залеђу Пркоса, према Петровој гори, налазио се већи број села која су била под контролом партизана. Ипак, на Кордуну није постојала компактна партизанска територија због присуства жандармерије и усташа у појединим насељима, попут Војнића и Вргинмоста, укључујући и насеља у непосредној близини Пркоса: Ласиња и Бански Ковачевац. Ипак, усташе се нису усуђивале да покрену општи напад на Пркос све до 21. децембра 1941. године.
Уочи усташког напада на Пркос, дошло је до преношења устанка на леву обалу Купе, у чему су учествовали становници Пркоса и у чему треба тражити један од узрока усташког покоља над локалним српским становништвом.
Партизани Првог Кордунашког НОП одреда прешли су 8. децембра 1941. Купу код Пркоса (јединог српског села на Купи између Карловца и Ласиње) и привремено ослободили село Писаровину које је било котарско средиште удаљено 25 км од Загреба. Такође, наредног дана партизани су накратко боравили у хрватском селу Скакавац, на Кордуну, између Ласиње и Карловца. Ово је био сигнал за узбуну у Загребу. Усташко руководство одлучило је да 21. децембра 1941. покрене офанзиву на слободну партизанску територију на Кордуну.
Захваљујући чињеници да су партизани недуго уочи усташке офанзиве на Кордун (19-20. децембар 1941) успели да неутралишу усташко и домобранско присуство између Војнића, Утиње и Вргинмоста, омогућена је одступница хиљадама становника кордунашких села између железничке пруге Карловац - Топуско и Купе, у правцу партизанских база на Петровој гори.
У нападу на партизанска села на Кордуну учествовали су Поглавникова тјелесна бојна под командом Анте Мошкова, Усташка војница, Хрватско домобранство, жандармерија и локалне усташе. Пркос је био први на удару као најистуреније српско насеље према реци Купи и усташко-домобранским упориштима.
Захваљујући чињеници да је командир жандармеријске станице у Ласињи, Перо Николић, који се на овој дужности налазио и пре рата, сигнализирао становништву Пркоса о покрету усташко-домобранских снага, одрасли мушки становници Пркоса, њих око 130, успело је да избегне у шуму пре доласка непријатеља. Њихове жене, деца и родитељи остали су у селу јер је локално становништво веровало да они који нису војно способни неће бити на удару снага Независне Државе Хрватске. Николић, иако Хрват, био је кажњен смрћу, заједно са супругом и двоје деце, због овог геста.
Међутим, усташе и домобрани су похватали целокупно српско становништво Пркоса које није избегло пред потером (428 лица), као и српске становнике села Ласиња (17 лица), али и целокупно ромско становништво општине Ласиња (Роми са подручја Ласиње, њих најмање 48, касније су спроведени у логор Јасеновац где су убијени). Један део Пркошчана био је изложен мучењу и масакрирању у самом селу, док је већина ухваћених сељана одведена у Ласињу где је изолована у једној јавној згради, где су се нашли и похватани малобројни српски становници Ласиње, али и велик број становника српског села Дуго Село Ласињско.
Један број Пркошчана и Дугосељана пребачен је 31. децембра 1941. преко Купе како би били приказани као наводни заробљеници усташком руководству, укључујући и Анту Павелића, које је пристигло из Загреба. Ови становници Пркоса и Дугог Села убијени су у Ракову Потоку. Остали становници ова два села убијени су у Дугом Селу, где је један број сељана спаљен, а остатак је убијен тупим предметима и клањем у шуми Брезије.
У нападу на слободну територију Кордуна, усташе су убиле најмање 428 становника Пркоса српске националности, Од овог броја било је 244 малолетна лица, од ова 244 малолетника било је 192 млађих од 14 година, и чак 94 млађих од 7 година. Имена малолетних Пркошчана објавио је историчар Душан Кораћ у раду објављеном 1981. У каснијим годинама 23 становника Пркоса пали су у борби против фашизма као борци НОВЈ, док је 7 становника умрло од тифуса. Имена свих страдалих Пркошћана и њихови основни подаци објављени су 1980. у монографији Душана Баића о котару Вргинмост у Другом светском рату.
Кораћ и Баић се разликују у изношењу бројки страдалих становника Пркоса. Баић износи 458 имена страдалих, док Кораћ, који је рођен у Пркосу, наводи да су усташе само децембра 1941. убиле 478 становника овог села, али поименице наводи само 244 малолетна лица, због природе зборника у ком је објављен његов рад.

## Пркос након Другог светског рата
Пркос је према попису из 1948. имао 235 становника. Током наредних деценија дошло је до исељавања становништва због економских разлога, тако да је село 1991. имало 142 становника. Након што је на подручју Пркоса и Кордуна дошло до етничког чишћења услед војне акције „Олуја”, становници села су се иселили у Босну и Херцеговину и Србију. Према попису из 2001. у селу је живело само 38 становника.
Споменик страдалим становницима Пркоса, са спомен-костурницом и плочама са поименичним пописом 1.446 страдалих Срба, подигнут након Другог светског рата, оскрнављен је од стране хрватских националиста након 1995. године. Најтеже оштећење споменик је доживео 2010. године када су непознати починиоци маљевима разбили неколико плоча са исписаним именима жртава и звезду петокраку. Споменик је обновљен 2012. године.